# Mælk
Mælk er en næringsrig væske, der dannes i mælkekirtlerne hos pattedyr af hunkøn – primært med det formål at ernære nyfødte. Hos placentale pattedyr, parrettåede hovdyr, uparrettåede hovdyr og pungdyr overføres mælken gennem brysternes dievorter.
Mælk fra mennesker kaldes modermælk, og det er ikke unormalt hos folkeslag uden let tilgængelig mad at amme indtil seksårsalderen.
I daglig tale forbindes mælk med mælk fra tamkvæg, men der findes også andre typer mælk, dels fra animalske kilder og dels fra vegetabilske kilder. Af de animalske kilder er gedemælk meget udbredt. Der findes desuden mælk fra bl.a. kameler, får, heste og æsler. Af vegetabilsk "mælk" har soja- og kokosmælk været længst tid på markedet, men efterhånden er mandel-, ris-, havre- og maccademiamælk også blevet udbredt.

## Etymologi
"Mælk" hedder på græsk "gala" (i genitiv "galaktos" genfindes på latin "lac" med stammen "lact-). Begge ord går tilbage til indoeuropæisk "glakt-" (=mælk). Også de germanske udgaver af ordet, tysk "Milch", engelsk "milk", svensk "mjölk", finsk "maito" og dansk "mælk" kommer af indoeuropæisk.
Det latinske "lac" træffer vi i både den danske og franske form "café au lait" og i den italienske "caffé latte".

## Mælketyper

### Animalsk mælk
Med tæmningen af koen, der også producerer mælk uden for amningstiden, har mennesket adgang til en stor mængde mælk. Nogle personer, der er kommet over puberteten kan dog ikke tåle mælk, da de mangler enzymet laktase, der er nødvendigt for at nedbryde laktose.[kilde mangler] De fleste folkeslag i Europa og Mellemøsten (hvor husdyrhold har været almindeligt i mange århundreder) har (gennem genetiske forandringer) udviklet evnen til at bevare laktase hele livet igennem, og kan således tåle mælk og mælkeprodukter som voksne.
Komælk indeholder mange naturlige hormoner. Bl.a. østrogen, progesteron og insulin (også i modermælk). Væksthormonerne IGF-1, IGF-2 og EGF er mere ukendte. Til gengæld findes der meget dokumentation, som viser, at disse væksthormoner fremmer udviklingen af alvorlige sygdomme, men koncentrationerne i komælk er så ubetydelige, at det ikke har en reel betydning.
- Sødmælk er den mælketype, som har været anvendt i længst tid. I dag indeholder sødmælk 3,5 % fedt. Der lægger sig et lag fløde på overfladen af sødmælk, hvis den er uhomogeniseret.[1]
- Letmælk har været på det danske marked, siden Danmark blev medlem af EF i 1973. Det var et af de første fedtreducerede produkter, som kom på markedet i Danmark. Fedtindholdet i letmælk er 1,5 %. Indtil 1976 blev der tilsat A vitamin og D vitamin til letmælken for at sikre, at mælken indeholdt samme vitaminer som sødmælk. Vitamintilsætningen ophørte, da det viste sig at danskerne fik tilstrækkeligt med vitamin i den øvrige kost.[1]
- Skummetmælk er mælk, hvor fløden er skummet fra. Tidligere blev det nogle steder brugt at blæse fløden af mælken med munden, mens andre steder brugtes en skummeske. Den fraskummede fløde blev kærnet til smør, mens den skummede mælk blev brugt i madlavning, ost eller foder til husdyrene. Den håndskummede mælk indeholdt ofte omkring 1,5 % fedt. Da man begyndte at centrifugere mælken på mejerierne, ændrede kvaliteten sig. Den centrifugerede mælk, som blev kaldt futmælk, indeholdt ofte kun 0,05 % fedt og stort set ingen A- eller D-vitaminer. I dag indeholder skummetmælk ca. 0,1 % fedt og må højest indeholde 0,5 % mælkefedt.[1]
- Minimælk kom på markedet i februar 2001, og med sit fedtindholdet på 0,5 % ligger minimælk midt mellem skummet- og letmælk.[1]
- Tykmælk med et fedtindhold på 3,5 % og surmælk med et fedtindhold på 1,5 %.
- UHT-mælk kan have forskellig fedtindhold, og det kommer også an på, hvordan den er blevet lavet.
- Mælkepulver er mælk uden væske.
- Kærnemælk er en betegnelse for den mælk, som skiller sig fra fløden under fremstillingen af smør. Frisk kærnemælk har en frisk lugt og en syrlig smag. Tidligere blev smør fremstillet i smørkærne, men i dag produceres hovedparten af smørret i smørmaskiner, og kærnemælken fremstilles uafhængigt af smørproduktionen ved at tilføre en bakteriekultur til skummetmælken. Enkelte mejerier fremstiller stadig smør i smørkærne og sælger kærnemælk fra smørfremstillingen. De har siden 1990 haft lov til at kalde deres kærnemælk "gammeldags".[2]

### Industrielt fremstillet mælk
Siden omkring 2008 har der på globalt plan været forsket intensivt i mulighederne for industrielt at fremstille mælk og mejeriprodukter, bl.a. kendt som laboratoriedyrket mælk. Det skyldes især, at bevidstheden om den globale opvarmning og det traditionelle landbrugs rolle heri er blevet større, og derfor er interessen i at udvikle nye og mere klimavenlige måder at fremstille mælk og andre mejeriprodukter på vokset kraftigt. Laboratoriedyrket mælk, der produceres uden køer, kan dermed være en vigtig brik i den grønne omstilling. Metoderne til industriel eller laboratoriebaseret mælkeproduktion anvender enten præcisionsfermentering til at dyrke centrale mælkeproteiner, der derefter blandes med andre mælkedele, eller opdyrker mælkekirtelceller fra et koyver, der siden kan udskille mælkesekreter i ståltanke.

### Vegetabilsk mælk
Plantedrikke (ikke plantemælk) er en erstatning for komælk, som mest bliver brugt af vegetarer (bortset fra laktovegetarer), veganere og folk med mælkeallergi/laktoseintolerans, forhøjet kolesteroltal og mange andre livsstilssygdomme. Det er forbudt at kalde plantebaserede fødevarer for 'mælk', 'ost' eller andre mejeriudtryk.

## Betydning i kost
Fra officiel side anbefales alle raske danskere over to år at drikke ¼ – ½ liter mælk dagligt. Det lave niveau kun går an, hvis man lever i overensstemmelse med kostrådene.
De vigtigste grunde til at anbefale mælk, som en del af den daglige kost, er mælkens indhold af calcium, protein og en unik sammensætning af næringsstoffer.
100 ml mælk indeholder 124 mg calcium, hvilket svarer til 16 % af den anbefalede daglige tilførsel for et voksent menneske. Tørmælk indeholder 912 mg calcium per 100 g. Modermælk indeholder 32 mg calcium per. 100 g. Ensure (et mælkepulver-produkt) indeholder 79 mg calcium per 100 g. Foruden calcium, indeholder mælk en række andre næringsstoffer:
| - Biotin - Jod - Jern - Magnesium - Pantotensyre (vitamin B5) | - Kalium - Kalcium - Riboflavin (vitamin B2) - Selen | - Tiamin - Vitamin A - Vitamin B12 - Vitamin D - Vitamin K |

Mængden af calcium, der optages i kroppen, er omdiskuteret. Calcium fra mejeriprodukter har en højere biotilgængelighed end fra grøntsager, som eksempelvis spinat, da spinat indeholder høje niveauer af calcium-chelateringsmidler, men en tilsvarende eller mindre biotilgængelighed end calcium fra lav-oxalatgrøntsager som Brassicaslægten.
Mælk er den vigtigste kilde til calcium i danskernes kost.. Mælk bidrager med 41 % af det samlede kalciumindtag, mens ost bidrager med 19 %. Calcium er vigtigt for knoglernes styrke, men mineralet har også mange andre funktioner i kroppen. Blandt andet har calcium betydning for signaloverførslen mellem nervebaner.
| Mikronæringsstoffer          | Skummetmælk 100 g | Minimælk 100 g | Letmælk 100 g | Sødmælk 100 g | Kærnemælk 100 g |
| ---------------------------- | ----------------- | -------------- | ------------- | ------------- | --------------- |
| Energi (kJ)                  | 150               | 158            | 200           | 264           | 153             |
| Energi (kcal)                | 36                | 38             | 48            | 63            | 37              |
| Protein (g)                  | 3,5               | 3,5            | 3,5           | 3,4           | 3,4             |
| Kulhydrat (g)                | 4,7               | 4,7            | 4,8           | 4,6           | 4,7             |
| Fedt (g)                     | 0,3               | 0,5            | 1,6           | 3,5           | 0,5             |
| Vitamin A (RE)               | 3,08              | 4,39           | 14,1          | 31,7          | 4,17            |
| Vitamin D (µg)               | 0,007             | 0,076          | 0,025         | 0,067         | 0,077           |
| Vitamin E (α-TE)             | 0,04              | 0,013          | 0,030         | 0,060         | 0,010           |
| Tiamin B1 (mg)               | 0,04              | 0,041          | 0,046         | 0,041         | 0,038           |
| Riboflavin B2 (mg)           | 0,17              | 0,171          | 0,174         | 0,172         | 0,159           |
| Vitamin C (mg)               | 1,30              | 1,30           | 1,30          | 1,20          | 0,300           |
| Niacin equivalents (B3) (NE) | 0,873             | 0,874          | 0,878         | 0,854         | 0,891           |
| Vitamin B6 (mg)              | 0,05              | 0,049          | 0,049         | 0,046         | 0,041           |
| Vitamin B12 (µg)             | 0,480             | 0,482          | 0,438         | 0,446         | 0,200           |
| Folat (µg)                   | 4,8               | 5,84           | 11,5          | 11,0          | 2,90            |
| Fosfor (mg)                  | 97                | 96,8           | 95,7          | 92,7          | 91,9            |
| Jern (mg)                    | 0,03              | 0,03           | 0,029         | 0,016         | 0,017           |
| Kalium (mg)                  | 158               | 157            | 153           | 144           | 156             |
| Kalcium (mg)                 | 124               | 124            | 121           | 116           | 121             |
| Magnesium (mg)               | 12,2              | 12,1           | 11,8          | 11            | 12,1            |
| Selen (µg)                   | 1,66              | 1,64           | 1,54          | 1,64          | 1,61            |
| Zink (mg)                    | 0,410             | 0,410          | 0,413         | 0,415         | 0,412           |
| Jod (µg)                     | 10,7              | 23,3           | 10,2          | 10,7          | 13,0            |

## Behandlinger
Mælk findes i mange forskellige former og indpakninger. Traditioner og vaner varierer ganske meget i forskellige verdensdele, og klimaet forklarer en del af forskellene. I lande med varmt klima er det sværere at bevare mælken kold. Derfor er tørret mælk i pulverform populært i en del lande, mens den UHT-behandlede mælk foretrækkes i andre.
Tidligere steriliserede man mælk for at få den til at holde længere. En af metoderne var at bruge brintoverilte. Det blev kaldt buddisering opkaldt efter dets opfinder Carl Budde.
I dag varmebehandles mælk for at fjerne bakteriekulturer, som kunne udvikle sig til at være sygdomsfremkaldende.
- Lavpasteurisering: Opvarmes til 72 °C i 15 sekunder.[23]
- Højpasteurisering: Opvarmes til 85-90 °C i 15 sekunder.[23]
- UHT-behandling: Opvarmes til 135-150 °C i 2-4 sekunder. UHT-mælk har en længere holdbarhed – over et halvt år uåbnet.[23]
- Mikrofiltrering: Inden pasteurisering pumpes mælken gennem et mikrofilter, som fjerner bakteriekulturer. Det er en nyere konserveringmetode, hvor man først mikrofiltrerer og efterfølgende pasteuriserer mælken. Det fjerner flere bakteriekulturer og holdbarheden forlænges op til 30 dage.[23]

## Allergier
Der findes to lidelser, der har direkte at gøre med indtagelsen af mælk. Det drejer sig om mælkeallergi og laktoseintolerans, som til tider forveksles.

### Mælkeallergi
Mælkeallergi er en allergi for mælkens protein, og det kan i svære tilfælde være livsfarligt. Det er typisk børn under 1 år, der udvikler mælkeallergi. Lidelsen ikke så almindelig og rammer ca. 2 % af alle spædbørn. Langt de fleste vokser fra deres mælkeallergi, og 9 ud af 10 børn med mælkeallergi kan tåle mælk, når de er 3 år gamle.
Personer med mælkeallergi skal helt holde sig fra mejeriprodukter, da selv små mængder protein kan udløse en reaktion. Allergien inkluderer mælk fra får og geder. Da flertallet af fødevarer med flere ingredienser indeholder mælk i en eller anden form, kan det være svært at undgå produkterne.
Modermælk er normalt intet problem, og alternativt kan en speciel modermælkserstatning købes på apoteket.
Symptomerne på mælkeallergi kan være opkast, diarré, høfeberlignende symptomer eller eksem. Oftest viser symptomerne sig hurtigt, efter at man har fået mælk.

### Laktoseintolerans
Laktoseintolerans er kroppens reaktion mælkens kulhydrat, laktose. Nogle børn stopper – når de bliver afvænnet fra modermælk – med at producere det enzym, der er sørger for, at laktosen bliver nedbrudt i tarmen, eller måske producerer de kun en meget lille mængde af enzymet.
Laktoseintolerante personer får derfor en række problemer, hvis de spiser eller drikker noget med laktose. Det er ikke livsfarligt, men kan være ubehageligt for den enkelte. Symptomerne kan være mavepine, diarré eller oppustethed.
De fleste med laktoseintolerans kan godt tåle laktose i mindre portioner, især hvis de får det sammen med andre fødevarer. Men de skal afholde sig fra at drikke et stort glas mælk på tom mave. Syrnede mælkeprodukter indeholder mindre laktose end mælk, og gul ost indeholder kun meget lidt laktose, så det kan være tåleligt for mange.
I dag kan man købe laktosefri mælk, så laktoseintolerante har mulighed for at drikke mælk.